# Zetzellia antipoda
Zetzellia antipoda är en spindeldjursart som först beskrevs av Charles Thorold Wood 1967.  Zetzellia antipoda ingår i släktet Zetzellia och familjen Stigmaeidae. Inga underarter finns listade i Catalogue of Life.